# Layton-Ausschuss
Der Layton-Ausschuss war ein Gremium internationaler Finanzexperten, das vom 8. bis zum 18. August 1931 in Basel tagte.
Der Ausschuss war am 22. Juli 1931 von der Londoner Konferenz als Sonderausschuss der Bank für Internationalen Zahlungsausgleich eingesetzt worden. Sein Auftrag war zu prüfen, wie Deutschland nach der Bankenkrise, in der es durch Abzüge ausländischer Kredite zahlungsunfähig geworden war, wieder kreditwürdig werden könne. Ihm gehörten folgende Mitglieder an:
- der Amerikaner Albert H. Wiggin von der Chase National Bank, der den Vorsitz übernahm
- der Brite Sir Walter Layton, Herausgeber des Economist, der den Abschlussbericht formulierte
- der Franzose Émile Moreau, ehemaliger Gouverneur der Banque de France
- der Deutsche Carl Melchior, Teilhaber von M.M.Warburg & CO
- der Italiener Alfredo Beneduce
- der Belgier Émile Francqui von der Société générale de Belgique
- der Niederländer C. E. ter Meulen vom Finanzausschuss des Völkerbundes
- der Schwede Oscar Rydbeck von den Svenska Bankföreningen
- der Schweizer Rudolf G. Bindschedler vom Credit Suisse
- der Japaner T. Tanaka, Londoner Vertreter der Bank von Japan.

Melchior hatte von der Regierung Brüning den Auftrag bekommen, zu verhindern, dass Deutschland eine Mitschuld an seinem Finanzkollaps zugewiesen wurde, und wenn möglich, einen mittelfristigen Kredit zu erreichen, mit dem der die Konjunktur abschnürende Diskontsatz von 15 % gesenkt werden konnte. Moreau hatte von seiner Regierung den Auftrag bekommen, langfristige Lösungen zu vermeiden. Der Ausschuss dürfe nur die Entwicklung während des Hoover-Moratoriums prüfen, das im Juni 1932 ablief. Vor allem wollten die Franzosen eine langfristige Anleihe für Deutschland verhindern, die sie aus innenpolitischen Gründen nur gegen Zusage eines Verzichts auf alle Revisionen des Versailler Vertrags gewähren konnten. Wie die persönlichen Verhandlungen zwischen Ministerpräsident Pierre Laval und Reichskanzler Heinrich Brüning am 18. Juni 1931 ergeben hatte, konnte dieser, gleichfalls aus innenpolitischen Gründen, einen solchen Verzicht nicht aussprechen. Die einzigen, die an einer längerfristigen Lösung interessiert waren, waren die Briten. Sie hofften, in den Verhandlungen des Ausschusses Revision des Youngplans befördern zu können, da sie glaubten, dass eine Wiederaufnahme der ausgesetzten deutschen Reparationszahlungen eine Rückkehr des Vertrauens der internationalen Kapitalmärkte stören würde, da das Deutsche Reich nur entweder seine Privatschulden oder die Reparationen würde bezahlen können.
In dieser Argumentation wurde Layton von Rydbeck und Beneduce unterstützt, Moreau dagegen drohte mit Abreise, wenn weiter über Deutschlands Reparationsverpflichtungen gesprochen würde. Auch Brüning in Berlin meinte, für eine Revision der Reparationsverpflichtungen sei die Zeit noch nicht reif. Layton wurde mit der Formulierung eines Berichts betraut, dem alle würden zustimmen können. Der erfahrene Publizist verfasste einen Text, der alle Seiten zufriedenstellte. Eingangs bezifferte Layton erstmals die Kreditabflüsse aus Deutschland während der letzten Wochen und kam auf den Wert von 3,5 Milliarden Reichsmark. „Erste und grundlegende Voraussetzung der Kreditwürdigkeit“ der deutschen Wirtschaft wären vertrauensvolle Beziehungen des Deutschen Reiches zu den anderen Großmächten. Neue Anleihen oder die Verlängerung langfristiger Kredite an Deutschland kämen nicht in Frage, wenn vom Deutschen Reich fortlaufend Zahlungen zu leisten wären. Er empfahl, die Kooperation mit Deutschland zu suchen, zumal Ungleichgewichte auch die eigene Wirtschaft der Siegermächte in Mitleidenschaft ziehen könnten. Diese verschlüsselten Formulierungen bedeuteten im Klartext, dass nur eine Neuregelung der Reparationen (die im Text explizit gar nicht erwähnt wurden) das Vertrauen in die deutsche Zahlungsfähigkeit so weit wiederherstellen würde, dass eine Wiederaufnahme der Kreditvergabe nach Deutschland sinnvoll erscheine.
Im Dezember 1931 traten daher die meisten Experten des Layton-Ausschusses erneut zusammen, diesmal als der im Youngplan vorgesehene Beratende Sonderausschuss. Nun empfahlen sie eine Revision der deutschen Reparationsverpflichtungen, die im Juli 1932 auf der Konferenz von Lausanne beschlossen wurde.